# Golem

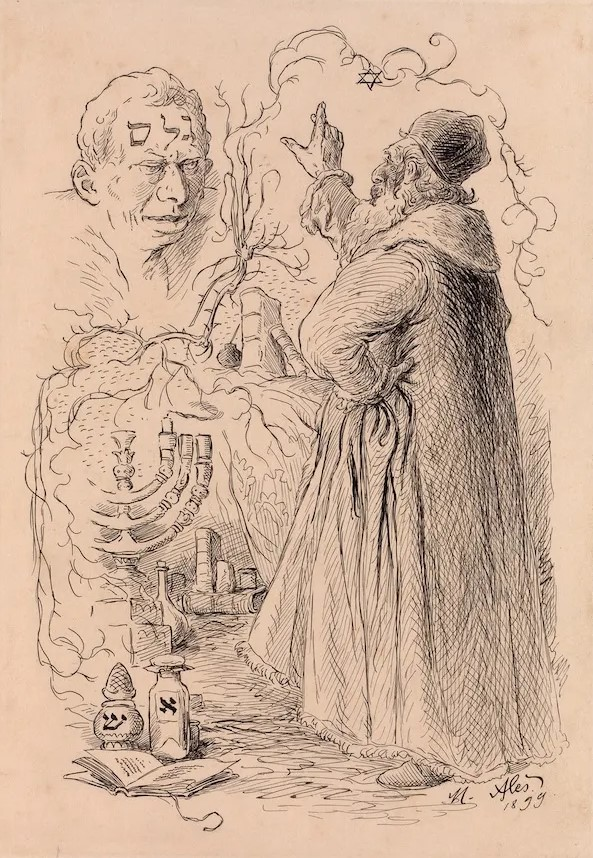
Rabbi Löw und der Golem (Zeichnung von Mikoláš Aleš, 1899)

Der Golem ist ab dem frühen Mittelalter in Mitteleuropa die Bezeichnung für eine Figur der jüdischen Literatur und Mystik. Dabei handelt es sich um ein von Weisen mittels Buchstabenmystik aus Lehm gebildetes, stummes, menschenähnliches Wesen, das oft gewaltige Größe und Kraft besitzt und Aufträge ausführen kann. Er ist seinem Schöpfer/Meister unterworfen und besitzt keinen freien Willen.

## Etymologie
Golem (hebr. גֹלֶם golem) ist das hebräische Wort für „formlose Masse; ungeschlachter Mensch“, aber auch für „Embryo“ (s. Psalm 139,16 ). Im modernen Iwrit bedeutet das Wort golem „dumm“ oder „hilflos“. Die rabbinische Tradition bezeichnet alles Unfertige als Golem. Auch eine Frau, die noch kein Kind empfangen hat, wird als Golem bezeichnet (z. B. im Babylonischen Talmud, Traktat Sanhedrin 22b). In den Sprüchen der Väter ist „Golem“ die Bezeichnung für eine ungebildete Person („An sieben Dingen erkennt man den Ungebildeten, und an sieben Dingen den Weisen“; 5,9).

## Ursprünge der Legende
Von der Golem-Legende sind verschiedene Varianten bekannt. Ihr Ursprung liegt jedoch im Dunkeln. Die erste schriftliche Erwähnung datiert auf das 12. Jahrhundert. Damals wurde in Worms ein Kommentar zum Buch der Schöpfung (Sefer Jetzira), einem Text der Kabbala, verfasst, in dem Zahlenmystik um die zehn Urziffern, die Sephiroth, und die 22 Buchstaben des hebräischen Alphabets eine Rolle spielen. In diesem nur fragmentarisch erhaltenen Text wird ein Ritual erwähnt, das durch bestimmte Kombinationen dieser Buchstaben und Zahlen unbelebte Materie zum Leben erwecken sollte.
Im Talmud (Traktat Sanhedrin 38b) wird die Erschaffung Adams in der Weise beschrieben, dass er wie ein Golem aus einem formlosen Brocken gestaltet worden sei. Wie er werden alle Golems als aus Lehm geformt beschrieben, und zwar als Schöpfung derer, die als besonders heilig gelten, da ihnen in ihrer Nähe zu Gott seine Weisheit und Kräfte mitgeteilt worden seien. Freilich reichte auch die Erschaffung eines Golems nicht an die Schöpfung heran: Golems werden in der Regel als zum Sprechen unfähig beschrieben. In der Folge wurde die Sage durch weitere derartige Charakteristika angereichert, so etwa derjenigen, dass erst ein Zettel oder Plättchen unter der Zunge den Golem zum Leben erwecke.
Da die Erschaffung eines Golems folglich als Merkmal großer Gelehrtheit und Weisheit galt, wurden im Mittelalter verschiedenen jüdischen Gelehrten und Rabbinern Golems zugeschrieben. Dass zunehmend Prag als Schauplatz der Golemgeschichte angesehen wurde, hat offenbar mehrere Gründe: Dort befand sich im Spätmittelalter die größte und zahlreiche Gelehrte zu ihren Mitgliedern zählende jüdische Gemeinde Europas. Außerdem förderte Kaiser Rudolf II. von seinem Sitz in der Prager Burg aus sowohl die Wissenschaften als auch okkulte Künste und Alchemie. Darüber hinaus sind Beratungen zwischen Rabbi Judah Löw und dem Kaiser überliefert.
Zu einer Mythologisierung der historischen Gestalt des Rabbi Löw kam es aber erst um 1725, als der Grabstein Löws restauriert wurde und Prag das Zentrum einer erneuten Beschäftigung mit der Kabbalah war.

## Die Legende vom Prager Golem
Unter anderem wird dem Rabbi Baal Schem Tov und zuletzt um 1800 Davidl Jaffe, dem Rabbi von Drohiczyn (damals im Gouvernement Grodno im Russischen Kaiserreich gelegen) die Erschaffung des Golems zugeschrieben. Rabbi Jaffe soll den Golem allerdings im Wesentlichen als Ersatz für einen „Schabbesgoi“ verwendet haben, also für einen Nicht-Juden, der die nötige Arbeit für Juden am Sabbat verrichtet.
Die bei weitem bekannteste Version der Golem-Legende ist jedoch diejenige um den aus Worms stammenden Prager Rabbiner Judah Löw (1525–1609), der sich auch als Philosoph, Talmudist und Kabbalist hervortat. Diese Version der Geschichte erschien, soweit bekannt ist, 1836 zum ersten Mal im Druck (in der Oesterreichischen Zeitschrift für Geschichts- und Staatskunde). Kurz darauf gab der Schriftsteller Berthold Auerbach sie in seinem Roman Spinoza (1837) wieder. 1847 war die Legende Teil einer Sammlung jüdischer Märchen namens Galerie der Sippurim von Wolf Pascheles aus Prag. Sechzig Jahre später wurde das Thema von Judl Rosenberg im Jahr 1909 literarisch aufgegriffen.
Nachfolgend ist die Legende auszugsweise wiedergegeben.

### Die Erschaffung des Prager Golems
Die Tätigkeit des Rabbi Löw war der Legende zufolge darauf gerichtet, dem bedrängten Volk der Juden von Prag zu helfen und es von den immer wieder vorgebrachten Anwürfen zu befreien, es bediene sich zu rituellen Zwecken des Bluts kleiner Kinder, an denen es angeblich Ritualmorde verübte. Im Jahr 1580 soll ein Geistlicher mit dem Namen Thaddäus sich erneut gegen die Juden gewandt und gegen die Prager Judengemeinde Ritualmordbeschuldigungen gerichtet haben. Der Himmel gab dem Rabbi im Traume den Gedanken ein, aus Ton das Bild eines Menschen zu formen, um so die gegen die Prager Juden gerichteten Pläne zu vereiteln (ata bra Golem devuk hakhomer v'tigtzar tzedim khevel torfe yisrael – „schaffe du aus Lehm einen Golem und überwinde das feindselige Pack, welches den Juden Übles will“).
Hierauf rief Rabbi Löw seinen Schwiegersohn sowie einen Schüler zu sich und erzählte ihnen von seiner Vision. Zur Erschaffung des Golems waren die vier Elemente Erde, Wasser, Feuer und Luft vonnöten. Rabbi Löw maß sich selbst die Eigenschaften des Windes bei, der Schwiegersohn verkörperte das Feuer, während dem Schüler die Eigenschaften des Wassers zugeteilt wurden. Den beiden wurde der Eid abgenommen, von dem Vorhaben nichts verlauten zu lassen, und der Rabbi ordnete an, dass sie sich sieben Tage lang gewissenhaft im Gebet auf das Werk vorbereiten sollten.
Um vier Uhr morgens (es soll sich um den 20. Adar 5340 gehandelt haben, was dem 17. März 1580 entspräche) begaben sich die drei Männer zu einer Lehmgrube an der Moldau außerhalb der Stadt. Aus feuchtem Lehm fertigten sie eine drei Ellen hohe Figur an, der sie menschliche Züge verliehen. Als dies geschehen war, befahl Rabbi Löw seinem Schwiegersohn, siebenmal um den Golem herumzugehen und hierbei eine Formel (tzirufim) aufzusagen, die der Rabbi ihm vorgab. Hierauf begann die Tonfigur zu glühen, als sei sie dem Feuer ausgesetzt. Danach umschritt der Schüler den Golem siebenmal: Der Körper wurde feucht und strömte Dämpfe aus, und dem Golem entsprossen Haare und Fingernägel. Als letzter schritt der Rabbi siebenmal um den Golem herum, und schließlich stellten sich die drei Beteiligten zu Füßen des Golems auf und sprachen gemeinsam den Satz aus der Schöpfungsgeschichte (Gen 2,7 ): „Und Gott blies ihm den Lebensatem in die Nase, und der Mensch wurde zu einem lebendigen Wesen.“
Da öffneten sich die Augen des Golems. Als Rabbi Löw ihn sich aufrichten hieß, erhob sich der Golem und stand nackt vor den drei Männern. Da kleideten sie den Golem in das mitgeführte Gewand eines Synagogendieners und Rabbi Löw gab ihm den Namen Joseph nach dem talmudischen Joseph Scheda, der halb Mensch gewesen sei und den Schriftgelehrten in vielen Bedrängnissen beigestanden haben soll.
In der Stube des Rabbi pflegte der Golem in einer Ecke zu sitzen, und kein Leben war an ihm zu erkennen. Zum Leben erweckt wurde der Golem erst durch kabbalistische Rituale mit Hilfe des Sefer Jezirah. Hierzu musste ihm ein Zettel mit dem Schem, dem Namen Gottes, unter die Zunge gelegt werden. Dieser Zettel verlieh ihm Leben; sollte der Golem auf seinen Missionen aber nicht gesehen werden, so legte ihm der Rabbi zusätzlich ein Amulett aus Hirschhaut um. Die Aufgabe des Golems war es, in der Zeit vor dem Pessachfest allnächtlich durch die Stadt zu streifen und jeden aufzuhalten, der eine Last mit sich trug, um zu kontrollieren, ob er ein totes Kind mit sich führe, um es zum Verderben der Prager Judenschaft in die Judengasse zu werfen. Zusätzlich machte sich der Golem als Schammes nützlich, indem er die Synagoge ausfegte. Der Zettel unter der Zunge musste an jedem Sabbat (der Tag, an dem nach jüdischem Glauben nicht gearbeitet werden darf) entfernt werden.
In Abwandlung des Motivs eines Zettels mit dem Schem wird auch von einem „Siegel der Wahrheit“ berichtet, das der Golem auf der Stirn getragen habe. Dieses Siegel habe das hebräische Wort für „Wahrheit“ (d. i. AMT (transkribiert: EMETh)) dargestellt. Entfernt man den ersten der drei Buchstaben dieses Wortes, bleibt das hebräische Wort für „Tod“ übrig (d. i. MT (transkribiert: METh)). Die Entfernung des Buchstabens stellte demnach eine Möglichkeit zur Deaktivierung des Golems dar.

### Weitere Sagen aus dem Legendenkreis des Prager Golems

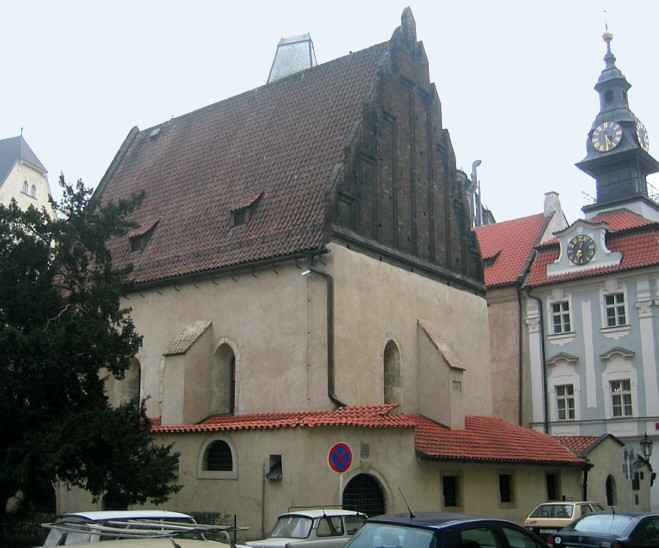
Die Altneu-Synagoge in Prag – Westfassade

Als der Rabbi Löw einmal vergessen hatte, ihm den Zettel aus dem Mund zu nehmen, begann der Golem durch die Straßen des Prager Ghettos zu rasen und alles zu zerschlagen, was sich ihm in den Weg stellte. Da warf sich der Rabbi vor ihn, entfernte den Zettel und vernichtete diesen, woraufhin der Golem in Stücke zerfiel. Nach einer anderen Fassung der Sage allerdings soll Rabbi Löw den Gottesdienst in der Altneu-Synagoge auf die Kunde hin, der Golem sei außer Rand und Band, unterbrochen haben. Löw soll auf die Straße gegangen sein und laut ausgerufen haben: „Joseph, bleib stehen!“ Hierauf sei der Golem stehen geblieben, und der Rabbi habe ihn geheißen, zu Bett zu gehen. Rabbi Löw, in die Altneusynagoge zurückgekehrt, ordnete an, das Sabbatlied nochmals zu singen, weshalb es angeblich seitdem in Prag – und nur dort – im Rahmen des jüdischen Gottesdienstes stets zweimal gesungen wird.
Eine andere Version beschreibt, wie die Frau des Rabbi Löw – entgegen dem ausdrücklichen Geheiß des Rabbis, dass der Golem für derartige Arbeiten nicht heranzuziehen sei – dem Golem befahl, Wasser ins Haus zu bringen. Dann ging sie auf den Markt, und der Golem trug weiter mehr und mehr Wasser ins Haus, weil ihm nicht befohlen war, damit aufzuhören. Diese Legende könnte möglicherweise als Vorlage für Goethes Ballade vom Zauberlehrling gedient haben.
Ferner soll zu Jom Kippur des Jahres 1587 ein Gemeindevorsteher die Thorarolle fallen gelassen haben, was als böses Vorzeichen galt. Im Traum fragte Rabbi Löw, auf welche Sünde dieses böse Vorzeichen zurückzuführen sei. Die Antwort war eine Buchstabenfolge, die er sich nicht zu erklären wusste. Daher beauftragte er den Golem, eine Antwort darauf zu finden, was diese Buchstaben wohl besagten. In der Thora fand der Golem im Dekalog einen Vers, dessen Worte mit den besagten Buchstaben begannen: „Du sollst nicht begehren deines Nächsten Weib.“ Mit diesem Vers konfrontierte der Rabbi den Gemeindevorsteher, der weinend seine Sünde gestand.

### Die Vernichtung des Prager Golems
Nachdem viel Zeit verstrichen war und gegen die Gemeinde keine verleumderischen Anwürfe mehr gerichtet wurden, beschloss der Rabbi im Jahr 1593, dass es des Golems nicht mehr bedürfe. Nach Angaben von Isaak Kohen, dem Schwiegersohn des Rabbis, soll das erfolgt sein, nachdem im Zuge einer von ihm auf den 23. Februar 1592 datierten Audienz Rabbi Löw von Kaiser Rudolf II. das Versprechen erwirkt habe, dass gegen Ritualmordbeschuldigungen gegen die Juden in Zukunft unnachsichtig vorgegangen werde.
Rabbi Löw hieß deshalb Joseph, den Golem, nicht wie üblich in der Wohnung des Rabbi zu schlafen, sondern sein Bett auf den Dachboden der Altneusynagoge zu stellen. Wieder versammelte er seinen Schwiegersohn und den Schüler um sich, die schon bei der Erschaffung des Golems mitgewirkt hatten. Er richtete an sie die Frage, ob der in Lehm zurückverwandelte Golem wie ein gewöhnlicher Toter eine Verunreinigung bewirke, was aber beide nach reiflicher Überlegung verneinten. So versammelten sich die Drei wie bei der Erschaffung des Golems an seinem Bett auf dem Dachboden der Altneusynagoge, wo der Golem schlief, gingen aber genau in entgegengesetzter Reihenfolge vor, als sie es bei der Erschaffung getan hatten. Statt zu seinen Füßen standen sie zu seinem Haupt, und die Tzirufim sagten sie rückwärts auf. Hierauf zerfiel der Golem wiederum zu einem Haufen Lehm, wie er es vor seiner Erschaffung gewesen war. Rabbi Löw deckte ihn mit den alten Gebetsmänteln und mit Schriftrollen zu, die auf dem Dachboden der Altneusynagoge reichlich umherlagen: Anderntags ließ Rabbi Löw verbreiten, der Golem sei mit unbekanntem Ziel entwichen, und er verbot allen, jemals den Dachboden der Altneusynagoge zu betreten. Gemäß der Legende wird darum ein Lehmhaufen auf dem Dachboden der Prager Altneu-Synagoge, die während des Zweiten Weltkrieges nicht zerstört wurde, als sein Überrest angesehen. Der Dachboden der Synagoge, die Geniza, dient als Lagerraum für alte, nicht mehr benötigte heilige Schriften und Gegenstände.
Eine andere Version vom Ende des Golems, die der oben wiedergegebenen Version vom Ende des amoklaufenden Golem ähnlicher ist, berichtet davon, dass Rabbi Löw dem Golem befohlen habe, ihm die Schuhe auszuziehen. In diesem Moment habe der Rabbi dem Geschöpf das „Siegel der Wahrheit“ (emeth) vom Kopf gerissen und es so getötet. Allerdings wurde nach dieser Erzählung der Rabbi von dem umfallenden Golem erschlagen.

## Der Golem der deutschen Romantik
Eine Notiz Jacob Grimms in der Zeitung für Einsiedler (1808) machte den Golem unter den deutschen Romantikern bekannt. Grimm stützte sich auf eine Darstellung von Johann Jacob Schudt, der die literarische Kontroverse über ein angeblich durch jüdische Zauberei zum Gehen gebrachtes „Bild von Läymen (Lehm) einem Menschen gleich“ referierte, die 1614/15 zwischen Samuel Friedrich Brenz und Salomo Salman Zevi Hirsch geführt worden war.
Aufgrund des herrschenden Antisemitismus wurde dem Golem eine vorwiegend negative Rolle zugeteilt (Achim von Arnim: Isabella von Ägypten) oder als Synonym für Stupidität wie in den Gedichten von Theodor Storm (Der Staatskalender)verwendet. E.T.A. Hoffmann verwendet das Golem-Motiv stark verfremdet in seiner Erzählung Der Sandmann, in Die Geheimnisse (1822), Meister Floh und Der Elementargeist schikaniert der Golem als eine Art Unperson und seelenloser Snob die Welt. Annette von Droste-Hülshoff (Die Golems) (1844) benutzt die Figur im übertragenen Sinne, um vor der leblosen Kälte künstlicher, technischer Mächte zu warnen.

## Rezeptionsgeschichte

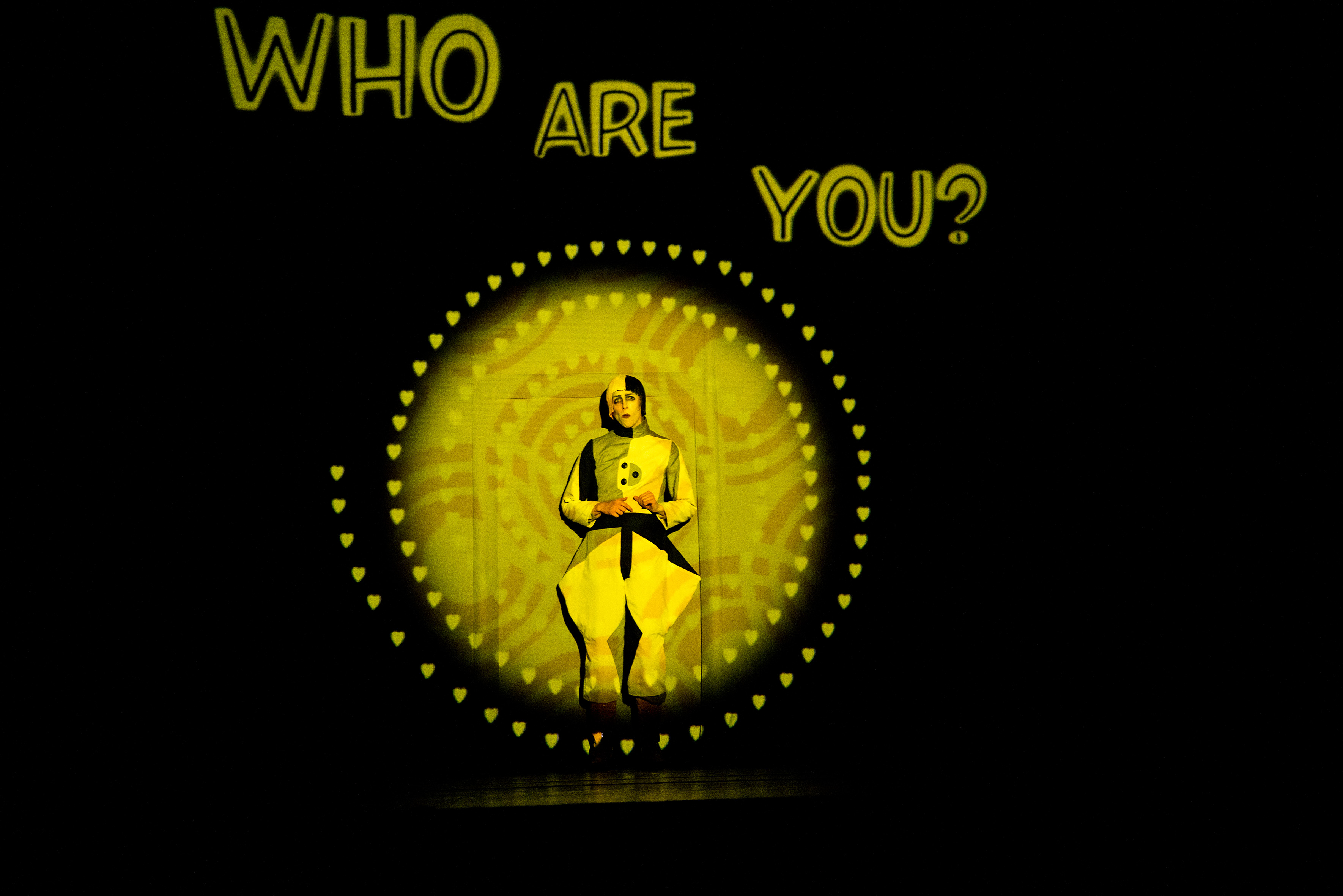
1927.Golem nach Meyrink, Salzburger Festspiele 2014

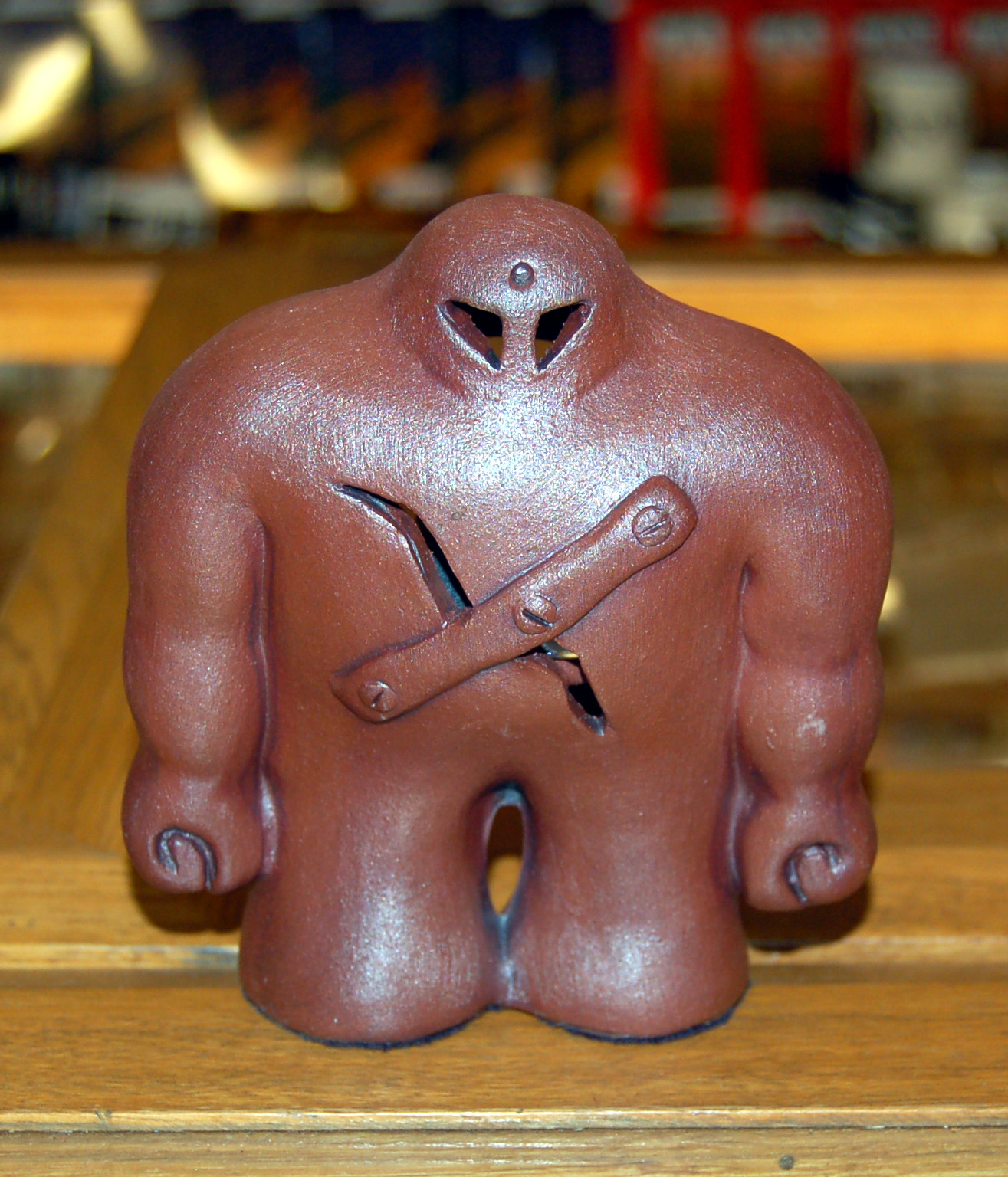
Golem-Figur als Souvenir

Das Golem-Thema wurde in Literatur, Film, Rundfunk und in Computerspielen verschiedentlich aufgegriffen.

### Belletristik und Theater

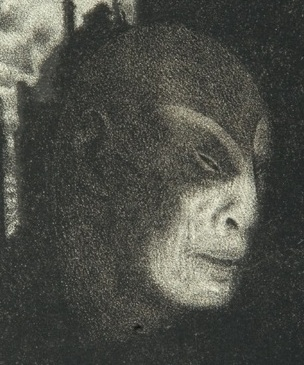
Illustration zu Gustav Meyrinks Der Golem (1915) von Hugo Steiner-Prag

Gustav Meyrink veröffentlichte 1915 seinen Roman Der Golem, von dem zunächst 100.000 Exemplare in einer billigen Feldausgabe unter Soldaten verbreitet wurden, wodurch Meyrink erst allgemeine Bekanntheit erlangte. Der Roman gilt als Klassiker der phantastischen Literatur. Meyrinks Golem ist eine Art Gespenst, das alle 33 Jahre im Prager Ghetto auftaucht, um Angst und Schrecken zu verbreiten und wird als bleicher, mongolischer Typ beschrieben mit gebeugtem schleichendem Gang und mittelalterlicher Kleidung. 2014 erarbeitete die Regisseurin und Dramaturgin Suzanne Andrade bei den Salzburger Festspielen eine szenische Version von Gustav Meyrinks Roman, die Publikum und Presse „bezauberte“ und schließlich auf Europa-Tournee ging.
Die „Roboter“ in Karel Čapeks Drama R.U.R. (1920) sind deutlich vom Golem-Mythos beeinflusst. Das Wort „Roboter“ (von tschechisch robot) wurde aus diesem Stück in zahlreiche Sprachen übernommen.
Eugen d’Alberts 1926 uraufgeführte Oper Der Golem befasst sich mit dem Stoff; ebenso wie Gedichte Jorge Luis Borges’ (El Golem, 1958) und John Hollanders (A propos of the Golem, 1969).
Friedrich Torberg transferiert den Golem in seiner 1968 erschienenen Erzählung Golems Wiederkehr in die Zeit des Zweiten Weltkriegs in Prag. Dabei handelt es sich um Ereignisse, welche die Errichtung des Jüdischen Museums durch die SS begleiten.
Auch die Science-Fiction-Literatur griff den Mythos vielfach auf, etwa Stanisław Lems Golem XIV (1981). Marge Piercy benutzt die Legende in ihrem Roman Er, Sie und Es (1991) als Hintergrund für die Erschaffung eines Cyborgs. Golems bevölkern die „Scheibenwelt“ des Fantasy-Autors Terry Pratchetts. Sie spielen vor allem in Hohle Köpfe (1996) und Ab die Post (2004) eine zentrale Rolle.
Mirjam Presslers Jugendroman Golem stiller Bruder von 2007 spielt zwar im Umfeld des Rabbi Löw in Prag um 1600, ist aber nach Aussagen der Autorin auch vor dem Hintergrund moderner Erscheinungen wie der künstlichen Intelligenz und des Klonens zu verstehen.
Am Nationaltheater Mannheim wurde 2016 die Oper Der Golem von Bernhard Lang uraufgeführt.

### Sachliteratur
Arnold Zweig verfasste 1915 eine Rezension, die sich auf den ersten Golem-Film Wegeners, Meyrinks Roman und das Theaterstück Der Golem von Arthur Holitscher von 1908 bezieht.
In der Philosophie Ludwig Klages’ (Vom Kosmogonischen Eros, 1922) bezeichnet Golem den Triumph der „Larve“, des „letzten Menschen“, den vom „Geist als Widersacher des Lebens“ beherrschten „nachgeschichtlichen“ Menschen im Moment seines Unterganges.
Egon Erwin Kisch veröffentlichte 1925 eine Reportage Dem Golem auf der Spur, in welcher er der Sage nachgeht. Hans Ludwig Held schrieb 1927 Das Gespenst des Golem. Eine Studie aus der hebräischen Mystik, mit einem Exkurs über Das Wesen des Doppelgängers.

### Film und Fernsehen
Unter der Regie von Paul Wegener entstanden drei Stummfilme, die sich mit dem Golem befassen: Der Golem (1915), Der Golem und die Tänzerin (1917) und Der Golem, wie er in die Welt kam (1920), besonders letzterer gilt als Höhepunkt des expressionistischen Films und trug dazu bei, die Golem-Sage weithin bekannt zu machen.
In der Zeichentrickserie „Gargoyles“ wird dem Prager Golem in der 2. Staffel, Episode 27: „Der Golem“ (1995) eine ganze Folge gewidmet.
In der Serie „Akte X – Die unheimlichen Fälle des FBI“ wird der Golem in der 4. Staffel, Folge 15, Der Golem (im Original: Kaddish, 1997) behandelt. Auch die Macher der Zeichentrickserie Die Simpsons greifen die Figur des Golems in der Episode Treehouse of Horror XVII (2006) auf. In der Fernsehserie Terminator: The Sarah Connor Chronicles aus dem Jahr 2008 wird das Motiv in der 4. Folge der 1. Staffel, die auch in der deutschen Fassung den Titel Der Golem trägt, aufgenommen.
In der Serie Grimm wird der Golem in der 4. Staffel, Folge 4, Der Golem (im Original: „Dyin' on a Prayer“, 2015) behandelt.
2018 produzierten die israelischen Regisseure Doron Paz und Yoav Paz den Horrorfilm Golem – Wiedergeburt, der im Litauen des 17. Jahrhunderts spielt.

### Wissenschaft und Technik
Norbert Wiener interpretierte den Golem in God & Golem, Inc. (1964) als Vorläufer kybernetischer Maschinen. Als der Kabbala-Forscher Gershom Scholem hörte, dass 1965 im Weizmann-Institut in Rechovot (Israel) ein neuer Großrechner in Betrieb genommen werden sollte, schlug er dem Konstrukteur des Rechners, Chaim L. Pekeris, vor, diesen „Golem I“ zu nennen. Pekeris stimmte unter der Bedingung zu, dass Scholem die Einweihungsrede halte.

### Spiele
Verschiedene Zweige der Fantasy, insbesondere Rollenspiele, beschreiben Golems als menschenähnliche, magisch erschaffene Kreaturen, die aus verschiedenen Materialien bestehen und dazu passende Eigenschaften aufweisen.
Im Jahr 2021 erschien von Flaminia Brasini, Virginio Gigli und Simone Luciani  das auf die Sage bezogene Brettspiel Golem, in dem die Spieler Golems erschaffen, nutzen und eventuell opfern müssen.
Auch in den Handyspielen Clash of Clans und Clash Royale tritt der Golem als eine große, aus Stein bestehende Kreatur auf. Er zeichnet sich durch sehr hohe Lebenspunkte und verhältnismäßig niedrigen Schaden aus.

### Nacherzählungen und literarische Bearbeitungen der Golem-Sage (Auswahl)
- Achim von Arnim: Isabella von Ägypten. Erzählung, Berlin 1812
- Ludwig August Frankl: vaterländische Sagen und Legenden. In: Oesterreichische Zeitschrift für Geschichts- und Staatskunde. Hrsg. von Johann Paul Kaltenbaeck, Band 2, 1836, S. 368 (Digitalisat bei Google Books)
- Annette von Droste-Hülshoff: Die Golems, Gedicht 1844/45, Annette v. Droste-Hülshoff: Sämtliche Werke in zwei Bänden, Band 1, München 1973, S. 438–439
- Hans Walter: Der Golem. Eine Prager Sage. Langgedicht. Rosner, Wien 1882 (Digitalisat im Internet Archive)
- Detlev von Liliencron: Der Golem. Ballade, 1903[19]
- Arthur Holitscher: Der Golem. Drama. Fischer, Berlin 1908
- Gustav Meyrink: Der Golem. Roman. Ullstein, Berlin 1915
- Karel Čapek: R.U.R. Drama, 1920
- H. Leivick: Der Golem. New York 1921 (Dramatisches Gedicht, Uraufführung 1925 an der hebräischen Habimah)
- Eduard Petiška: Der Golem. Jüdische Märchen und Legenden aus dem alten Prag. Union Verlag Berlin 1972 (illustriert von Horst Hussel)[20]
- Beverly Brodsky McDermott: The Golem: A Jewish Legend. Bilderbuch, 1976 (engl.)
- Isaac Bashevis Singer: The Golem. Erzählung (engl.), 1982; dt.: Hanser, 1988
- David Wisniewski: Golem. Bilderbuch, 1996 (Caldecott-Medal-Träger) (engl.).
- Oleg Jurjew: Der neue Golem oder Der Krieg der Kinder und Greise. Roman in fünf Satiren. Aus dem Russischen von Elke Erb und Olga Martynova. Suhrkamp, Frankfurt am Main 2003, ISBN 3-518-41479-8 (russisch: Новый Голем, или Война стариков и детей. М. — Иерусалим: Мосты культуры / Гешарим, 2004, ISBN 5-93273-167-2; Erstveröffentlichung in der Zeitschrift Ural, Jekaterinburg, Russland, Heft 8 u. 9/2002)
- Maciej Płaza: Golem. Wydawnictwo W.A.B., Warszawa 2021, ISBN 978-83-280-8511-4 (polnischer Roman über das Schtetl im Podolien am Anfang des 20. Jahrhunderts, in dem die Golem-Sage, der Chassidismus und die osteuropäische Wirklichkeit zu einer kulturellen Einheit werden)

In Stanisław Lems Golem XIV (1981, dt.: Also sprach Golem, Suhrkamp 1984) trägt eine künstliche Intelligenz den Namen Golem.